# Botsuana nos Jogos Olímpicos de Verão de 2020
Botsuana foi representada nos Jogos Olímpicos de Verão de 2020 em Tóquio. Originalmente programados para ocorrerem de 24 de julho a 9 de agosto de 2020, os Jogos foram adiados para 23 de julho a 8 de agosto de 2021, por causa da pandemia COVID-19. Esta foi a 11ª participação da nação nos Jogos Olímpicos de Verão desde sua estreia em 1980. 

## Competidores
Abaixo está a lista do número de competidores nos Jogos.
| Esporte        | Masculino | Feminino | Total |
| -------------- | --------- | -------- | ----- |
| Atletismo      | 6         | 3        | 9     |
| Boxe           | 1         | 1        | 2     |
| Halterofilismo | 0         | 1        | 1     |
| Natação        | 1         | 0        | 1     |
| Total          | 8         | 5        | 13    |

## Atletismo
Atletas de Botsuana conquistaram marcas de entrada, seja por tempo de qualificação ou por ranking mundial, nos seguintes eventos de pista e campo (até o máximo de 3 atletas em cada evento):
- Nota– As posições para os eventos de pista são em relação à bateria do atleta
- Q = Qualificado para a próxima fase
- q = Qualificado para a próxima fase como o perdedor mais rápido ou, em eventos de campo, pela posição sem atingir o alvo para qualificação
- NR = Recorde nacional
- N/A = Fase não aplicável para o evento
- Bye = Atleta não precisou disputar aquela fase

Eventos de pista e estrada
Masculino
| Atleta                                                               | Evento              | Eliminatória | Eliminatória | Semifinal | Semifinal | Final     | Final   |
| Atleta                                                               | Evento              | Resultado    | Posição      | Resultado | Posição   | Resultado | Posição |
| -------------------------------------------------------------------- | ------------------- | ------------ | ------------ | --------- | --------- | --------- | ------- |
| Nijel Amos                                                           | 800 m               |              |              |           |           |           |         |
| Isaac Makwala                                                        | 200 m               |              |              |           |           |           |         |
| Isaac Makwala                                                        | 400 m               |              |              |           |           |           |         |
| Leungo Scotch                                                        | 400 m               |              |              |           |           |           |         |
| Isaac Makwala Bayapo Ndori Zibane Ngozi Anthony Pasela Leungo Scotch | Revezamento 4x400 m |              |              | —         | —         |           |         |

Feminino
| Atleta                | Evento | Eliminatória | Eliminatória | Semifinal | Semifinal | Final     | Final   |
| Atleta                | Evento | Resultado    | Posição      | Resultado | Posição   | Resultado | Posição |
| --------------------- | ------ | ------------ | ------------ | --------- | --------- | --------- | ------- |
| Christine Botlogetswe | 400 m  |              |              |           |           |           |         |
| Galefele Moroko       | 400 m  |              |              |           |           |           |         |
| Amantle Montsho       | 400 m  |              |              |           |           |           |         |

## Boxe
Botsuana inscreveu dois boxeadores para o torneio olímpico pela primeira vez desde Londres 2012. Keamogetse Kenosi conquistou uma vitória na semifinal para garantir uma vaga na categoria pena feminino pelo Torneio de Qualificação Africano de 2020 em Diamniadio, Senegal. Rajab Otukile Mahommed completou a equipe nacional do boxe ao liderar a lista de boxeadores disponíveis da África na categoria mosca masculino do Ranking da Força-tarefa do COI. 
| Atleta                 | Evento           | Fase de 32           | Oitavas-de-final     | Quartas-de-final     | Semifinais           | Final                | Final   |
| Atleta                 | Evento           | Adversário Resultado | Adversário Resultado | Adversário Resultado | Adversário Resultado | Adversário Resultado | Posição |
| ---------------------- | ---------------- | -------------------- | -------------------- | -------------------- | -------------------- | -------------------- | ------- |
| Rajab Otukile Mahommed | -52 kg masculino |                      |                      |                      |                      |                      |         |
| Keamogetse Kenosi      | -57 kg feminino  |                      |                      |                      |                      |                      |         |

## Halterofilismo
Botsuana enviou uma halterofilista pela primeira vez para acompetição olímpica. Magdeline Moyengwa liderou a lista de halterofilistas da África na categoria 59 kg feminino baseado no Ranking Absoluto Continental da IWF. 
| Atleta             | Evento          | Arranque  | Arranque | Arremesso | Arremesso | Total | Posição |
| Atleta             | Evento          | Resultado | Posição  | Resultado | Posição   | Total | Posição |
| ------------------ | --------------- | --------- | -------- | --------- | --------- | ----- | ------- |
| Magdeline Moyengwa | –59 kg feminino |           |          |           |           |       |         |

## Natação
Burundi recebeu vagas de universalidade da FINA para enviar o nadador de melhor ranking para seu respectivo evento individual nas Olimpíadas, baseado no Ranking de Pontos da FINA de 28 de junho de 2021.
| Atleta        | Evento                | Eliminatória | Eliminatória | Semifinal | Semifinal | Final | Final   |
| Atleta        | Evento                | Tempo        | Posição      | Tempo     | Posição   | Tempo | Posição |
| ------------- | --------------------- | ------------ | ------------ | --------- | --------- | ----- | ------- |
| James Freeman | 200 m livre masculino |              |              |           |           |       |         |
| James Freeman | 400 m livre masculino |              |              | —         |           |       |         |